# Fidel Sánchez Hernández
Fidel Sánchez Hernández (El Divisadero, Morazán, 7 de julio de 1917 - San Salvador, 28 de febrero de 2003) fue un político y militar salvadoreño quien se desempeñó como presidente de la república de El Salvador.
Descatado miembro del Partido de Concertación Nacional, se convirtió en el segundo presidente quien formaba parte de este partido.

## Biografía
Nació en El Divisadero del departamento de Morazán, el 7 de julio de 1917. Recibió sus estudios primarios y secundarios en los centros de estudios de su país, seguidamente ingresó como cadete de la Escuela Militar "Escuela Militar "Capitán General Gerardo Barrios", habiéndose graduado con honores, ascendiendo de rangos y conservando su antigüedad en cada ascenso, de forma virtuosa dentro de la Institución Castrense. Después de ocupar varias comandancias fue nombrado agregado militar de la Embajada de El Salvador, en Washington, Estados Unidos, entre los años de 1960 a 1962, período que le serviría para afirmar sus conocimientos sobre diplomacia y asuntos de estado. 
Posteriormente se convirtió en el primer militar salvadoreño en ser designado como observador-pacificador de las Naciones Unidas en Corea. A su regreso a El Salvador, fue nombrado Ministro del Interior en los años (1962-1966) durante el gobierno del presidente Julio Adalberto Rivera.

## Candidatura a la presidencia
Fue candidato presidencial del Partido de Conciliación Nacional (PCN) en la Elección presidencial de El Salvador de 1967, el día domingo 5 de marzo de 1967. El resultado fue la victoria de Fidel Sánchez Hernández del PCN, quien ganó con el 54.37 % de votos.; tras ser declarado vencedor, asumió la presidencia el 1 de julio de 1967. Tras el triunfo de su antecesor Julio Adalberto Rivera dejaría la presidencia hacia el General Sánchez Hernández quien triunfaría las elecciones siendo el segundo militar del Partido de Conciliacion Nacional en gobernar el país, el gobierno de Hernández tuvo que lidiar con las políticas anticomunistas lideradas por la Fuerza Armada a través de sus gobiernos antecesores, además de los precios del café y de la economía del país. Aunque ganó fácilmente en todo el país, el PCN obtuvo solo el 41 por ciento de los votos en San Salvador. Como resultado, Sánchez Hernández se sintió presionado para continuar con el leve reformismo de su predecesor, impulsando la aplicación de una ley de salario mínimo rural.

## Presidencia (1967-1972)
La caída de los precios del café y el algodón en 1968 estimuló la militancia sindical y las elecciones al Congreso llevaron a los partidos de la oposición dentro de dos escaños de la PCN. Sin embargo, el éxito en la lucha en la "Guerra del Fútbol" de 1969 con Honduras restauró la popularidad del gobierno.

### Declaración de guerra contra honduras

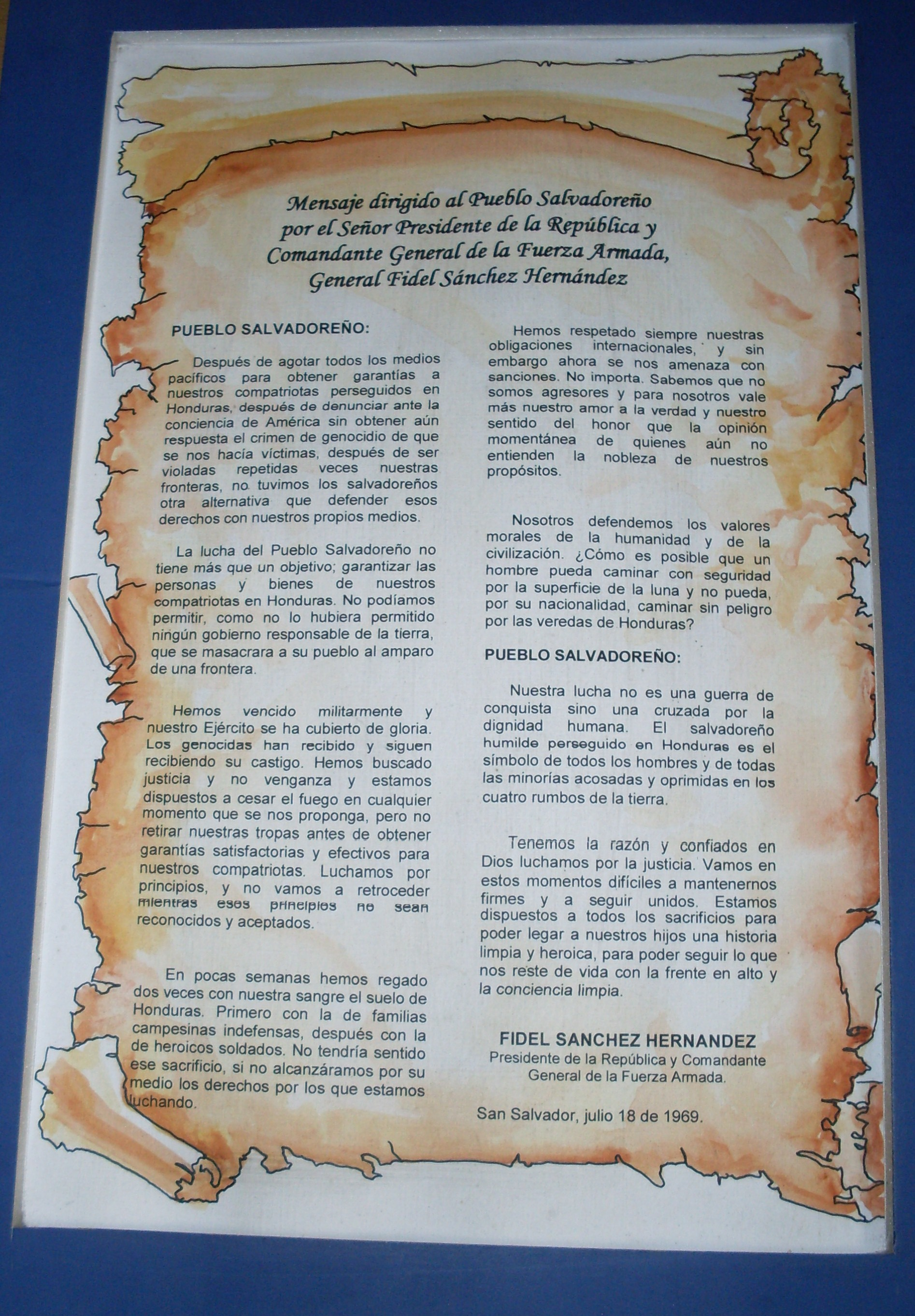
Mensaje del general Fidel Sánchez Hernández sobre la guerra

El acontecimiento más relevante de su gobierno fue la guerra contra Honduras, llamada Guerra del Fútbol por los medios de comunicación extranjeros, la cual estalló después de la clasificación de El Salvador a la Copa Mundial de Fútbol de 1970, mediante partido en el cual quedó eliminada la selección hondureña. El acontecimiento encendió los ánimos contra los salvadoreños en territorio hondureño, habiendo tenido que huir cientos de ellos hacia su país de origen acusando al gobierno de Honduras de genocida. 
En 1969, dos años después de las elecciones el gobierno de Sánchez Hernández enfrentaría su más alta crisis geopolítica debido a que los campesinos salvadoreños residentes en honduras estaban siendo víctimas de persecución por parte de la Mancha Brava y despojo a sus tierras aunque la guerra se conocía originalmente o erróneamente como guerra por partido de futbol debido a que tanto las selecciones de Honduras y El Salvador disputaron partidos en ambos países en los Estadios Tiburcio Carias en Tegucigalpa y Flor Blanca en San Salvador rumbo al mundial México 1970 pero la verdadera causa fue la disputa de tierras en ambos países.

#### Política por parte de la administración de López
El General Oswaldo López Arellano llegaría a la presidencia de Honduras a través de un golpe de Estado hacia el presidente Ramón Villeda Morales en 1963 esto provocaría la aprobación de la reforma agraria en el vecino país el cual afectaría a los campesinos salvadoreños días antes el presidente Sánchez Hernández intentaría dialogar con su homólogo hondureño pero la respuesta fue inconclusa, 3 días después El Salvador declararía la guerra hacia Honduras con la Guerra de las 100 horas que solo duraría unos pocos días pues por presiones de la OEA, El Salvador retiraría sus tropas de Honduras que ya habían tomado Ocotepeque y otros lugares aledaños.

#### El conflicto
Miles de salvadoreños buscaron su hogar y fuente de trabajo en el territorio hondureño; esto cambió al implementarse la nueva Ley del Instituto Nacional Agrario, en las cuales muchos campesinos hondureños se veían desprotegidos por su mismo gobierno al otorgar tierras vecinas; motivo por el cual, la ley hondureña fue modificada y se volvió severa con los inmigrantes salvadoreños, además de que fueron repatriados miles de ellos y otros que ya habían adquirido tierras legalmente, fueron despojadas de las mismas y devueltos a su país.
Por ese entonces el presidente salvadoreño, también militar general Fidel Sánchez Hernández, quien también asistió a la "Escuela de las Américas", ambos se conocían y sentían antipatía hacia el comunismo y gran afecto a la política estadounidense, y a su carrera armamentista, pues fueron los Estados Unidos de América quien proveía de armas a ambos países, objeto por el cual, la discordancia del regreso de sus compatriotas a tierra salvadoreña con las manos vacías, resultó insultante; Sánchez Hernández fue el primero en mover su ejército hacia las fronteras con Honduras en julio de 1969, también fue el que ordenó el bombardeo de las ciudades principales hondureñas que dio comienzo a la Guerra de las cien Horas o Guerra del Fútbol tildada así por excusa, debido a los encuentros futbolísticos de ambas selecciones para el campeonato del mundo México 70. Durante el conflicto, el presidente salvadoreño general Sánchez Hernández, alzó el ánimo de las tropas para la invasión de Honduras y con ello, obtendría más terreno para el país, asimismo desplegaba su defensa detrás de las fronteras evitando así un contraataque hondureño, un por menor no acompañaba a los salvadoreños, el de no estar debidamente equipados para invadir a Honduras y el de soportar el tal esperado contraataque, por otro lado, el alto mando hondureño ordenó la defensiva del territorio nacional y la ofensiva para recular las tropas enemigas, mientras el presidente general Oswaldo López Arellano se refugiaba dentro de las bóvedas del edificio del Banco Central de Honduras a dar las siguientes órdenes en el campo de batalla. El gobierno hondureño pidió a la Organización de los Estados Americanos (OEA) que interviniera, temiendo que el ejército salvadoreño que se acercaba invadiera la capital, Tegucigalpa. La OEA se reunió en una sesión urgente el 18 de julio y pidió un alto el fuego inmediato y la retirada de las fuerzas de El Salvador de Honduras. El Salvador se resistió a la presión de la OEA durante varios días, exigiendo que Honduras primero aceptara pagar reparaciones por los ataques a ciudadanos salvadoreños y garantizar la seguridad de los salvadoreños que permanecen en Honduras. Se organizó un alto el fuego la noche del 18 de julio; solo entró en vigor el 20 de julio.
El Salvador continuó hasta el 2 de agosto para resistir las presiones para retirar sus tropas. Luego, una combinación de presiones llevó a El Salvador a aceptar una retirada en los primeros días de agosto. Esas presiones persuasivas incluyeron la posibilidad de sanciones económicas de la OEA contra El Salvador y el envío de observadores de la OEA a Honduras para supervisar la seguridad de los salvadoreños que permanecen en ese país. La guerra real había durado un solo más de cuatro días, pero tardaría más de una década en llegar a un acuerdo de paz final. En 1977, ambas naciones nombraron al expresidente peruano, José Luis Bustamante y Rivero, como mediador para las negociaciones de paz entre El Salvador y Honduras. El 30 de octubre de 1980, once años después de la guerra, las dos naciones firmaron un tratado de paz en Lima, Perú y acordaron resolver la disputa fronteriza sobre el Golfo de Fonseca y cinco secciones de la frontera terrestre a través de la Corte Internacional de Justicia (CIJ).

### Programas educativos
En el año 1968, Sánchez Hernández implementó programas de expansión educativa llamadas reformas, su administración ordenó la construcción de escuelas y han estado promoviendo el acceso a la educación en áreas rurales y marginadas. Se buscó mejorar la calidad educativa y ampliar las oportunidades de aprendizaje para la población en general.

### Infraestructura
El gobierno se centró en proyectos de desarrollo de infraestructura, como la construcción de carreteras, puentes y otros elementos de transporte y comunicación. Esto contribuyó a la conectividad y al desarrollo económico del país.
Reforma Agraria: En un esfuerzo por abordar la desigualdad en la tenencia de tierras, se llevaron a cabo iniciativas de reforma agraria que buscaban redistribuir tierras a campesinos y comunidades rurales.

#### Viviendas de comunidades
Se implementaron programas para mejorar
las condiciones de vivienda, especialmente en áreas urbanas empobrecidas llevando la construcción de viviendas de intereses sociales para ayudar a las familias de bajos ingresos a acceder a una vivienda adecuada.

#### Programas sociales
Sánchez Hernández promovió programas de asistencia social para ayudar a las poblaciones más vulnerables, incluyendo subsidios alimentarios y otros tipos de apoyo económico, A pesar de estos esfuerzos, el gobierno enfrentó desafíos significativos en la lucha contra la pobreza y la desigualdad. Las mejoras sociales a menudo estaban limitadas por factores como la falta de recursos, la corrupción y la falta de participación de grupos marginados en la toma de decisiones.
Aunque hubo avances en algunos aspectos sociales, el gobierno también fue criticado por violaciones a los derechos humanos, incluida la represión de movimientos políticos y la limitación de la libertad de expresión. Dado su trasfondo militar, Sánchez Hernández mantuvo una estrecha relación con las fuerzas armadas y posicionó a miembros militares en puestos clave de su gobierno. Esto le permitió tener un control más directo sobre aspectos políticos y de seguridad.

#### Represión política durante su administración

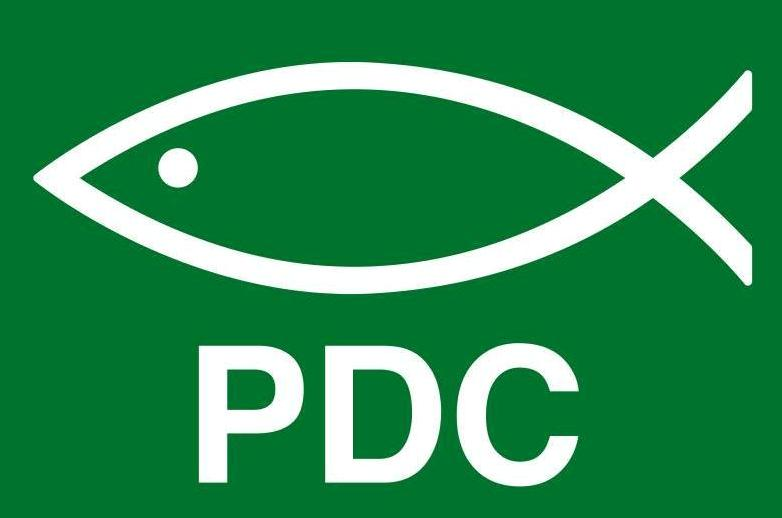
PDC El Salvador

Además, Su gobierno se ha caracterizó por la represión contra movimientos de izquierda y opositores políticos, el Partido Demócrata Cristiano (PDC) fue uno de los principales partidos opositores, El gobierno Se tomaron medidas enérgicas para silenciar a quienes se oponían al gobierno, lo que contribuyó a un ambiente de miedo y limitación de la libertad de expresión. Se implementaron medidas para limitar la actividad política de los partidos de oposición y restringir su influencia, Esto incluyó controlar los medios de comunicación y restringir la participación de grupos opositores en la toma de decisiones.
Sus políticas fueron ampliamente criticadas por su falta de transparencia y equidad, Esto sugiere que el control político se extendió a la manipulación del proceso electoral para asegurar la permanencia en el poder. Sánchez Hernández consolidó el poder en la presidencia y tomó decisiones de manera centralizada, Esto le permitió tener un mayor control sobre la toma de decisiones y la implementación de políticas.

### Influencia de los militares
Dado su pasado militar y su relación cercana con las fuerzas armadas, Sánchez Hernández también pudo contar con el apoyo de los militares para mantener el control y la estabilidad en el país.

### Golpe de Estado de 1972
A pocos meses de su gobierno tuvo que enfrentarse a un intento de golpe de Estado, el 25 de marzo de 1972, dirigido por el Coronel Benjamín Mejía, pero sobrevivió al mismo para entregar la banda presidencial a su sucesor, Arturo Armando Molina, el 1 de julio de 1972. Como resultado del intento de golpe de Estado, fueron exiliados varios políticos, entre ellos el ingeniero José Napoleón Duarte, dirigente del Partido Demócrata Cristiano (PDC) que junto a otros partidos de oposición reclamaron el fraude electoral.
Sánchez Hernández sufrió acusaciones de ser el organizador del fraude electoral para que Molina ganara la presidencia.

## Legado
El legado de Fidel Sánchez Hernández ha sido marcado por su papel en la consolidación del poder militar en el país, así como por su enfoque en el desarrollo económico y la modernización de la infraestructura, así como también enfrentó críticas por la represión.

## Fallecimiento
Falleció en San Salvador, el 28 de febrero de 2003 a los 85 años de edad.